# رودخانه دامودار
رودخانه دامودار (به انگلیسی: Damodar River) یک رود در هند است که در جارکند واقع شده‌است.